# Schmale Straße 29 (Quedlinburg)

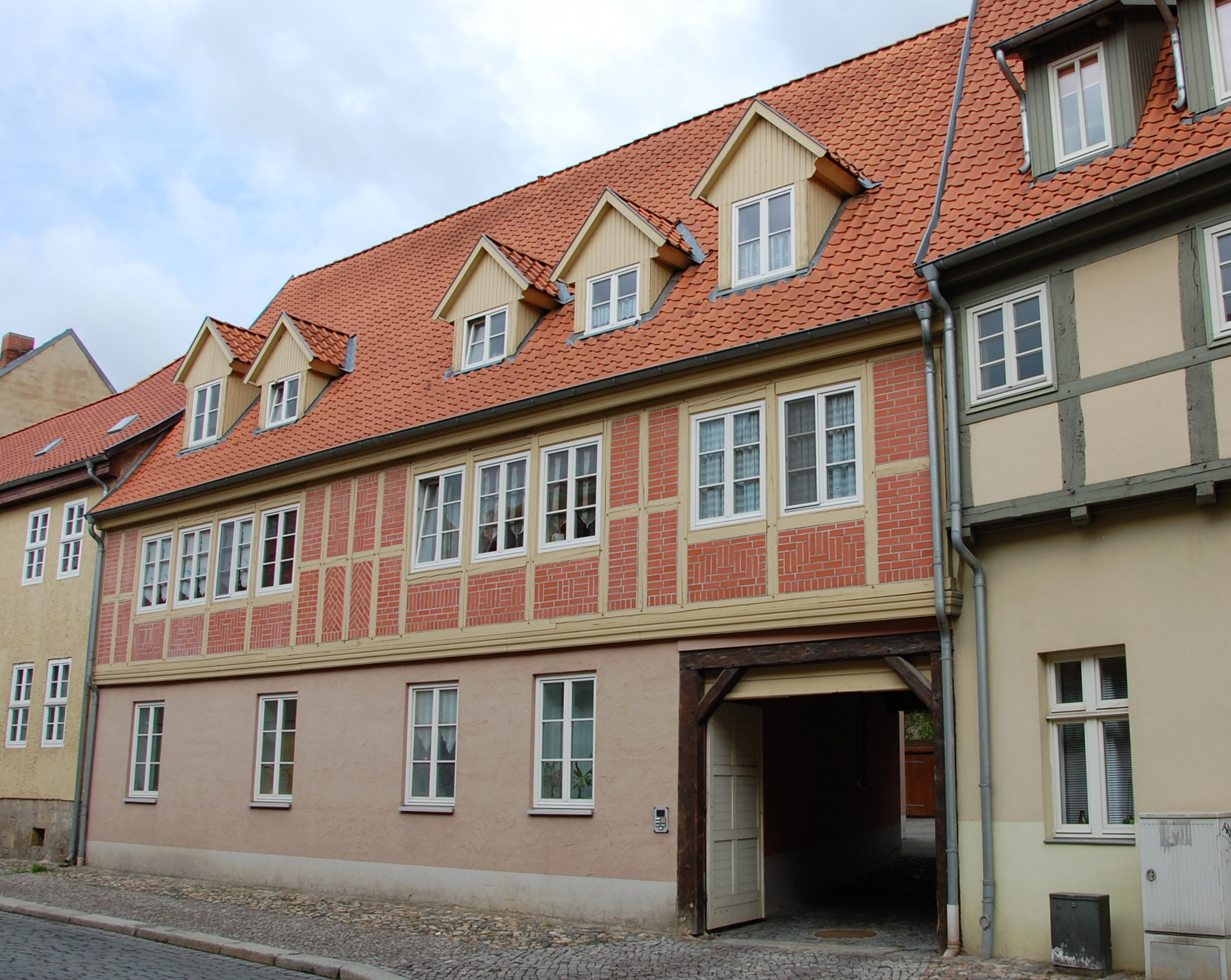
Haus Schmale Straße 29

Das Haus Schmale Straße 29 ist ein denkmalgeschütztes Gebäude in der Stadt Quedlinburg in Sachsen-Anhalt.

## Lage
Es befindet sich auf der Westseite der Schmalen Straße, nördlich des Marktplatzes der Stadt und ist im Quedlinburger Denkmalverzeichnis als Ackerbürgerhof eingetragen. Es gehört zum UNESCO-Weltkulturerbe. Nördlich grenzt das gleichfalls denkmalgeschützte Haus Schmale Straße 30 an.

## Architektur und Geschichte
Das zweigeschossige barocke Fachwerkhaus entstand in der Zeit um 1750. Am Haus findet sich eine Profilbohle. Die Gefache sind mit Zierausmauerungen versehen. Auf der Nordseite des Hofs besteht ein ebenfalls in Fachwerkbauweise ausgeführter Gebäudeflügel aus der Zeit um 1700. Die Stockschwelle dieses Baus ist mit einer schmalen Fase verziert. Darüber hinaus bestehen Fußstreben.